# Excultanus parrai
Excultanus parrai är en insektsart som beskrevs av Delong 1939. Excultanus parrai ingår i släktet Excultanus och familjen dvärgstritar. Inga underarter finns listade i Catalogue of Life.